# Berndt Ror
Berndt Ror († nach 21. Februar 1503) war ein herzoglich-pommerscher und kurfürstlich-brandenburgischer Rat, Johanniterkomtur und Landvogt der Neumark.

## Leben
Berndt Ror wurde Geistlicher. Er war Provisor an der St. Jacobikirche in Stettin und Propst des Domkapitels Colberg, außerdem besaß er Vikarien (Präbenden) in Greifswald, Wolgast, Greifenberg, Schlawe und anderen Pfarrkirchen.
1489/90 reiste er im Auftrag von Herzog Bogislaw X. von Pommern mit Richard und Werner von Schulenburg und Adam Podewils nach Polen, um dessen Heirat mit der Königstochter Anna zu vereinbaren.
1490 wurde Bernd Ror Kommendator (Komtur) der Johanniterkommende Wildenbruch in der brandenburgischen Neumark. Seit 1498 war er dazu Landvogt der Neumark. Als Vormund der Witwe und der Kinder seines Vorgängers Christoph von Polenz sind mehrere Urkunden von ihm erhalten, in der letzten vom 21. Februar 1503 wurde er auch als Doctor bezeichnet. Danach sind keine Nachrichten über ihn mehr bekannt.